# Ivo Pfennings
Ivo Pfennings (Sittard, 14 juni 1976) is een voormalig Nederlands voetballer die speelde voor Fortuna Sittard. Hij is vanaf 1 oktober 2018 algemeen directeur van de club.

## Loopbaan

### Beginjaren
Hij begon met voetbal bij de pupillen van VV Sittard. Door scouts van Fortuna Sittard werd hij ontdekt en op elfjarige leeftijd mocht hij eens per week meetrainen. Een jaar later werd hij opgenomen in de jeugdafdeling van de profclub waar hij samenspeelde met onder meer Mark van Bommel en Fernando Ricksen.
Hij doorliep gedurende zes jaar de jeugdopleiding en kwam voor het seizoen 1994/95 bij de selectie van hoofdtrainer Pim Verbeek.

### Debuut
Zijn eerste officiële duel speelde hij als achttienjarige invaller in de bekerwedstrijd tegen Roda JC op 19 augustus 1994. Fortuna Sittard, uitkomend in de Eerste divisie, won met 2-1 van de Kerkaadse club die een niveau hoger speelde. Enkele weken later maakte hij zijn competitiedebuut. Hij kwam als invaller in het veld in de met 2-4 gewonnen uitwedstrijd tegen FC Den Bosch op 10 september 1994. Na drie invalbeurten stond hij op 18 maart 1995 voor het eerst in de basis in de met 2-0 gewonnen derby tegen VVV.
Na de titelrace met De Graafschap pakte Fortuna Sittard op de slotdag het kampioenschap in de Eerste divisie. Met Pfennings in de basis, als vervanger van de geschorste Mark van Bommel, won de club op 13 mei de uitwedstrijd tegen Telstar met 0-2.
Het was het eerste, en anno 2024 het enige, kampioenschap van de Sittardse profclub.

### Eredivisie
In het eerste seizoen 1995/96 speelde hij negentien wedstrijden in de Eredivisie. Fortuna Sittard eindigde als dertiende. Ook een seizoen later maakte hij regelmatig zijn opwachting in de basis. Totdat op 18 december 1996 het noodlot toesloeg in de thuiswedstrijd tegen NAC (2-2). Hij raakte in de twaalfde minuut zwaar geblesseerd want hij brak zijn scheenbeen en enkel.
Een lange revalidatie volgde en bijna op het einde ging het weer mis. Hij scheurde een kruisband in zijn knie en het herstel duurde nog negen maanden langer. Uiteindelijk was hij drieënhalf jaar uit de roulatie.
Bij de voorbereiding van het seizoen 2000/01 was hij weer terug. Hij speelde dat seizoen vijftien wedstrijden. Fortuna Sittard behaalde de zestiende plaats en moest nacompetitie spelen. Daarin wist de club zich te handhaven in de Eredivisie. In de slotwedstrijd, op 19 juni 2001 thuis tegen FC Zwolle, speelde Pfennings zijn laatste duel voor Fortuna Sittard. Op 25-jarige leeftijd kwam een einde aan zijn profcarrière.

### Na het voetbal
Hij studeerde commerciële economie aan Zuyd Hogeschool en richtte zich op een maatschappelijke loopbaan. Hij ging voetballen bij SV Meerssen dat in de Hoofdklasse, toen het hoogste amateurniveau, uitkwam. Na acht competitieduels vertrok hij half oktober 2001 naar Germania Teveren dat in de Duitse Verbandsliga speelde. Na ruim een jaar was hij in januari 2003 terug bij Meerssen, waar hij een seizoen later stopte als actief voetballer.
Hij werkte in het bankwezen bij ING en Rabobank. In 2018 keerde hij toch weer terug in het voetbal. Hij gaf zijn baan als relatiebeheerder van grote bedrijven bij ING op om per 1 oktober in dienst te treden bij Fortuna Sittard als algemeen directeur. Een functie die hij in het voorjaar van 2025 besloot neer te leggen.
Hij was de derde generatie die voetbalde bij Fortuna Sittard en zijn voorgangers. Zijn opa Lambert speelde tussen 1935 en 1955 bij Sittardse Boys en Sittardia. Zijn vader Huub was profvoetballer van 1970 tot 1983 bij Fortuna SC en Fortuna Sittard. Ivo was er als vijfjarige bij toen zijn vader in 1982 op de Markt in Sittard de promotie vierde naar de Eredivisie.

## Clubstatistieken
| Seizoen | Club            | Land      | Competitie     | Competitie | Competitie | Beker | Beker | Internationaal | Internationaal | Overig | Overig | Totaal | Totaal |
| Seizoen | Club            | Land      | Competitie     | Wed.       | Dlp.       | Wed.  | Dlp.  | Wed.           | Dlp.           | Wed.   | Dlp.   | Wed.   | Dlp.   |
| ------- | --------------- | --------- | -------------- | ---------- | ---------- | ----- | ----- | -------------- | -------------- | ------ | ------ | ------ | ------ |
| 1994/95 | Fortuna Sittard | Nederland | Eerste divisie | 8          | 0          | 1     | 0     | 0              | 0              | 0      | 0      | 9      | 0      |
| 1995/96 | Fortuna Sittard | Nederland | Eredivisie     | 19         | 0          | 3     | 0     | 0              | 0              | 0      | 0      | 22     | 0      |
| 1996/97 | Fortuna Sittard | Nederland | Eredivisie     | 8          | 0          | 1     | 0     | 0              | 0              | 0      | 0      | 9      | 0      |
| 1997/98 | Fortuna Sittard | Nederland | Eredivisie     | 0          | 0          | 0     | 0     | 0              | 0              | 0      | 0      | 0      | 0      |
| 1998/99 | Fortuna Sittard | Nederland | Eredivisie     | 0          | 0          | 0     | 0     | 0              | 0              | 0      | 0      | 0      | 0      |
| 1999/00 | Fortuna Sittard | Nederland | Eredivisie     | 0          | 0          | 0     | 0     | 0              | 0              | 0      | 0      | 0      | 0      |
| 2000/01 | Fortuna Sittard | Nederland | Eredivisie     | 15         | 0          | 0     | 3     | 0              | 0              | 1      | 0      | 19     | 0      |
| Totaal  | Totaal          | Totaal    | Totaal         | 50         | 0          | 8     | 0     | 0              | 0              | 1      | 0      | 59     | 0      |